# Marisa Merz
Marisa Merz (* 23. Mai 1926 in Turin; † 20. Juli 2019) war eine italienische Bildhauerin und Installationskünstlerin.

## Leben und Werk

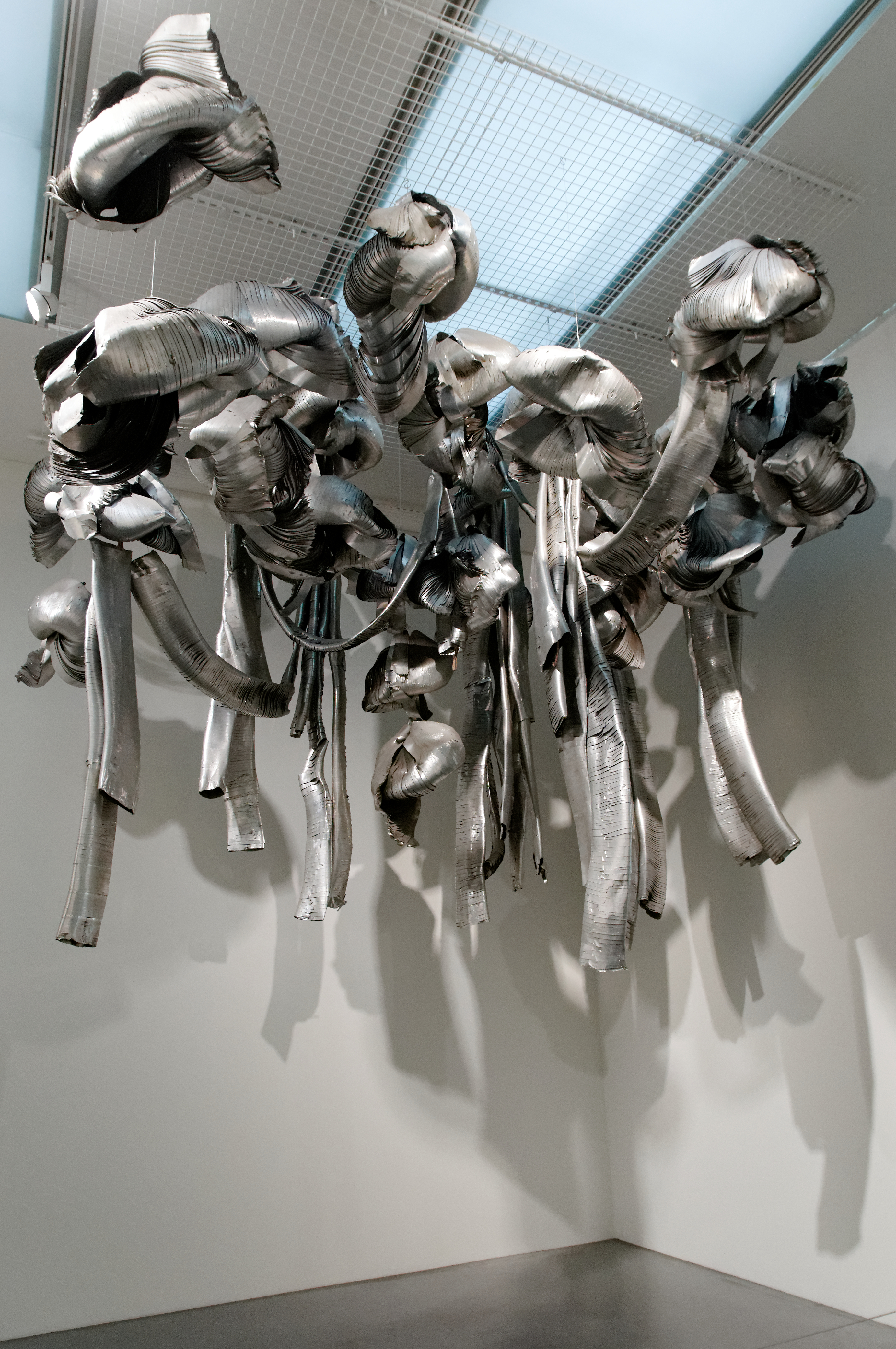
„Untitled“ von Marisa Merz, Tate Modern, Foto: Marie-Lan Nguyen

Marisa Merz wurde 1926 in Italien geboren. 1960 heiratete sie Mario Merz (1925–2003), einen der Hauptvertreter der Arte Povera. Sie hatte eine Tochter mit ihm und lebte in Turin.
Als Autodidaktin und Mitglied der Kunstbewegung Arte Povera (ital. „arme Kunst“) fertigte sie Objekte aus Fragmenten von Körpern oder Objekten und nutzte häufig weiche Materialien wie Wachs, Ton, Aluminium, Stanniol, Kupfer und Nutzhanf. Außerdem zeichnete sie mit gemixter Technik auf harter Faserplatte, Leinwand, Holz und Papier.

## Ausstellungen (Auswahl)

### Einzelausstellungen (Auswahl)
- 1975 Marisa Merz – Galleria L’Attico, Rom
- 1994 Marisa Merz – Centre Pompidou Musée National d’Art Moderne, Paris
- 1995 Marisa Merz – Kunstmuseum Winterthur, Winterthur
- 2002 Marisa Merz – Galerie Marian Goodman, Paris
- 2007 Marisa Merz – Museo d’Arte Contemporanea Donna Regina MADRE[3]
- 2010 Marisa Merz – Centre international d’art et du paysage de l’île de Vassivière, Ile de Vassivière[4]
- 2011 Marisa Merz – Non corrisponde eppur fiorisce – Fondazione Querini Stampalia ONLUS, Venedig
- 2012 Marisa Merz – Monica De Cardenas – Zuoz, Zuoz[5][6]
- 2013 Gladstone Gallery, New York, 24th Street, New York City, New York
- 2017 (als Neunzigjährige) Met Breuer Museum New York, mit Katalog
- 2025 Marisa Merz, in den Raum hören – Kunstmuseum Bern, Bern[7]

### Gruppenausstellungen (Auswahl)
- 1973 X Quadriennale Nazionale d’Arte. La ricerca estetica dal 1960 al 1970 – Quadriennale di Roma, Rome
- 1982 documenta 7, Kassel
- 1984 Ouverture II Castello di Rivoli Museo d’Arte Contemporanea, Turin
- 1994 The Italian Metamorphosis 1943–1968, exhibition catalogue, Solomon R. Guggenheim Museum, 1994, New York
- 1986 Chambres d’amis SMAK Stedelijk Museum voor Actuele Kunst, Gent
- 1986 SkulpturSein Kunsthalle Düsseldorf, Düsseldorf
- 1988 43. Biennale von Venedig, Venedig
- 1989 Sculpture da Camera. Chamber Skulptures – NBK – Neuer Berliner Kunstverein, Berlin
- 1989 Einleuchten Deichtorhallen Hamburg, Hamburg
- 1991 Visionäre Schweiz Kunsthaus Zürich, Zurich
- 1992 Visionäre Schweiz Museo Reina Sofía, Madrid
- 1992 documenta IX, Kassel
- 1992 Visionäre Schweiz Kunsthalle Düsseldorf, Düsseldorf
- 1996 Op Losse Schroeven – Situaties en Cryptostructuren Stedelijk Museum Amsterdam, Amsterdam
- 1998 100 Years of Sculpture: From the Pedestal to the Pixel Walker Art Center, Minneapolis, MN
- 2000 La Ville, le Jardin, la Mémoire Académie de France à Rome, Rom
- 2001 Zero to Infinity: Arte Povera 1962–1972 Tate Gallery of Modern Art, London
- 2001 49. Biennale von Venedig, Venedig
- 2002 Zero To Infinity: Arte Povera 1962–1972 Museum of Contemporary Art, Los Angeles, Los Angeles
- 2002 Zero To Infinity: Arte Povera 1962–1972 Hirshhorn Museum and Sculpture Garden, Washington
- 2003 Europe Exists – Macedonian Museum of Contemporary Art, Thessaloniki
- 2004 Mario Merz & Marisa Merz Galerie Marian Goodman, Paris
- 2005 An Aside Selected by Tacita Dean Camden Arts Centre, London (England)
- 2005 An Aside Selected by Tacita Dean Fruitmarket Gallery, Edinburgh (Schottland)
- 2006 Internazionale XII Biennale di Scultura di Carrara, Biennale di Sculture di Carrara, Carrara
- 2007 Makers and Modelers: Works in Ceramic.Gladstone Gallery – New York – 24th Street, New York City, NY
- 2008 Time & Place Milano–Torino 1958–1968 – Moderna Museet, Stockholm
- 2008 Life on Mars, the 55th Carnegie International Carnegie Museum of Art, Pittsburgh, PA
- 2008 16th Biennale of Sydney Biennale of Sydney, Sydney, NSW
- 2009 Compass in Hand: Selections from The Judith Rothschild Foundation Contemporary Drawings Collection – MoMA Museum of Modern Art, New York City, NY
- 2009 Gipfeltreffen der Moderne Das Kunstmuseum Winterthur – Kunst- und Ausstellungshalle der Bundesrepublik Deutschland, Bonn
- 2010 Ergo, materia. Arte povera Museo Universitario Arte Contemporáneo, Mexiko-Stadt
- 2011 Arte povera 1968 MAMbo Galleria d’arte moderna di Bologna, Bologna
- 2012 Spirits Of Internationalism MuHKA Museum voor Hedendaagse Kunst Antwerpen, Antwerpen
- 2012 Dormitorio Pubblico: Sutton Lane – Brussels, Brussels
- 2012 Arte Povera Neues Museum Weimar, Weimar
- 2013 55. Biennale von Venedig, Venedig
- 2019 Entrare nell opera, Prozesse und Aktionen in der Arte Povera; Kunstmuseum Liechtenstein, Vaduz

## Auszeichnungen (Auswahl)
- 2001: Biennale di Venezia: Spezialpreis der Jury für ihr Lebenswerk
- 2013: Leone d’Oro alla Carriera der Biennale di Venezia für ihr Lebenswerk